# Шакун, Лев Михайлович
Шакун Лев Михайлович (14 сентября 1926, Братково, Слуцкий округ — 6 ноября 1996) — белорусский языковед. Доктор филологических наук (1965), профессор (1967), заслуженный работник высшей школы БССР (1979), лауреат Государственной премии БССР (1986).

## Биография
Родился 9 сентября 1926 г. в деревне Братково Копыльского района Минской области.
Участвовал в ВОВ. Награждён орденом Отечественной войны II степени.
Окончил филологический факультет БГУ в 1950, аспирантуру — в 1953. Досрочно защитил кандидатскую диссертацию о применении полных и коротких форм прилагательных в белорусском языке. Работал на кафедре белорусского языка БГУ преподавателем, доцентом, профессором. В 1967—1992 гг. возглавлял кафедру белорусского языка в БГУ.
Являлся редактором 4-й серии журнала «Вестник БГУ», членом редакционной коллегии межведомственных научных ежегодников «Белорусский язык» и «Культура речи журналиста». С докладом выступал на IV Международном съезде славистов. В течение многих лет возглавлял специализированные Советы по защите докторских диссертаций, был научным консультантом и автором «Белорусской советской энциклопедии», «Энциклопедии литературы и искусства Беларуси» и др.

## Научная деятельность
Главный объект научных исследований Л. М. Шакуна — история белорусского литературного языка. Совместно с А. М. Бордовичем создал «Морфемный словарь белорусского языка» (1975, 1989), где зафиксировано около 75 тысяч лексем с членением их на структурные смысловые части. Л. М. Шакун является автором учебного пособия для студентов филологических факультетов «Словообразование», впервые разработал программу и читал учебный курс по истории белорусского языкознания, создав и выдав в 1995 г. подходящий учебник. Под руководством ученого были выполнены 2 докторские и 22 кандидатские диссертации, в том числе учеными из Германии и Польши.

## Награды
- Орден Отечественной войны II степени
- Медаль Франциска Скорины
- Почетные грамоты Верховного Совета БССР.